# Warren (Michigan)
Warren ist die größte Stadt in Macomb County in Michigan, Vereinigte Staaten. Die Stadt hat 139.387 Einwohner (Volkszählung 2020) und ist damit auch die größte Vorstadt der Metropolregion Detroit. Die Fläche der Stadt beträgt 88,9 km² (0,1 km² Wasser). 1557 Menschen leben auf einem Quadratkilometer. Die Stadt Center Line wird komplett von Warren umschlossen.

## Einwohnerentwicklung
Warren ist wie die gesamte Metropolregion stark von der US-Automobilindustrie geprägt, und deren Entwicklung lässt sich fast mustergültig an der Entwicklung der Einwohnerzahlen ablesen. Warren hat vom Höchststand 1970 bis zum Tiefstpunkt 2010 jedoch nur rund 25 % seiner Einwohner verloren, dagegen verlor Detroit von 1950 bis 2023 rund 66 %. Auf Boomjahre in den 1920er und 1930er Jahren, nachdem Henry Ford mit der Produktion am Band die Herstellung revolutionierte, folgte Wachstum bis in die 1970er Jahre, als durch die erste Ölkrise und die erstarkende Konkurrenz vor allem aus Japan die Automobil-Produktion in den USA erstmals rückläufig wurde. In den folgenden 30 Jahren kam es zu einem stetigen Rückgang, der bis heute andauert; erst in letzter Zeit konnte die US-Autoindustrie den Trend umkehren: die US-Hersteller konnten 2010 nach langen Jahren wieder Marktanteile zurückgewinnen, in erster Linie zu Lasten japanischer Hersteller; Chrysler hat im Verbund mit Fiat wieder Tritt gefasst, GM weist Milliardengewinne aus und Ford ist gewachsen und finanziell gesund.
| Jahr | Einwohner | Relative Änderung |
| ---- | --------- | ----------------- |
| 1900 | 2567      | -                 |
| 1910 | 2445      | −4,8 %            |
| 1920 | 3564      | 45,8 %            |
| 1930 | 14.269    | 300,4 %           |
| 1940 | 22.126    | 55,1 %            |
| 1950 | 42.653    | 92,8 %            |
| 1960 | 89.426    | 109,7 %           |
| 1970 | 179.260   | 100,5 %           |
| 1980 | 161.134   | −10,1 %           |
| 1990 | 144.864   | −10,1 %           |
| 2000 | 138.247   | −4,6 %            |
| 2010 | 134.056   | −2,6 %            |
| 2020 | 139.387   | +4,0 %            |

## Persönlichkeiten

### Söhne und Töchter der Stadt
- Alex Groesbeck (1873–1953), Politiker
- John Smoltz (* 1967), Baseballspieler
- Mike Crocenzi (* 1969), san-marinesischer Bobfahrer
- Matthew L. Eichburg (um 1971), Brigadegeneral der United States Army
- Doug Weight (* 1971), Eishockeyspieler und -trainer
- Adam Hess (* 1981), Basketballspieler
- Matt Hunwick (* 1985), Eishockeyspieler
- Grant Hochstein (* 1990), Eiskunstläufer

### Persönlichkeiten mit Bezug zur Stadt
- Die Rapper Eminem (* 1972) und Proof (1973–2006) wuchsen in Warren auf.
- Die Post-Hardcore-Band I See Stars wurde 2005 in Warren gegründet.